# Ursula von der Leyen
Ursula Gertrud von der Leyen (født 8. oktober 1958 i Bruxelles-bydelen Ixelles) er en tysk politiker, der repræsenterer CDU og som fra d. 17. december 2013 var landets forsvarsminister i regeringerne Angela Merkel III og Angela Merkel IV. Von der Leyen blev den 2. juli 2019 nomineret til at være formand for EU-kommissionen fra 2019 til 2024. Hun tiltrådte posten som formand den 1. december 2019, og det var dermed også den dag, at den nye Von der Leyen-kommission tiltrådte. Da hun som ung pige boede med sin familie i Bruxelles, døde hendes lillesøster Benita-Eva som 11-årig af kræft. Hun huskede senere "mine forældres enorme hjælpeløshed" i lyset af at lide af kræft, hvilket hun i 2019 nævnte som en af sine grunde til, at hendes EU-kommission skulle "tage teten i kampen mod kræft".

## Baggrund og uddannelse
Von der Leyen er datter af den tidligere ministerpræsident i Niedersachsen, Ernst Albrecht. Hun har studeret økonomi ved Georg-August-Universität Göttingen, Westfälische Wilhelms-Universität og London School of Economics, men færdiggjorde ikke studierne og blev i stedet kandidat i medicin i 1987 og dr.med. fra Medizinische Hochschule Hannover i 1991. Hun arbejdede derefter samme sted. I 2001 tog hun desuden en mastergrad i folkesundhedsvidenskab.

## Politisk karriere
Hendes politiske liv begyndte som medlem af CDU i 1990. Hun debuterede som folkevalgt som medlem af byrådet i Sehnde og formand for den lokale partiforening. Fra 2001 til 2004 var hun medlem af regionalforsamlingen i Hannover og formand for sundhedsudvalget. I 2003 blev hun medlem af Christian Wulffs skyggeregering i Niedersachsen, og efter at CDU vandt valget og von der Leyen selv blev indvalgt i landdagen, blev hun i marts 2003 udnævnt til socialminister i Wulffs konservativ-liberale regering. I 2004 blev hun indvalgt i CDU's præsidium, og fra 2005 blev hun formand for partiets kommission om familie-, børne- og arbejdsmarkedspolitik. Efter forbundsdagsvalget 2005 blev hun minister for familier, ældre, kvinder og børn i den føderale regering. I første omgang beholdt hun posten efter forbundsdagsvalget 2009, men efter blot en måned efterfulgte hun Franz Josef Jung som arbejds- og socialminister, da han var tvunget til at forlade posten. Hun blev Tysklands første kvindelige forsvarsminister efter forbundsdagsvalget 2013.
Fra 2019 formand for EU-kommissionen og i 2024 genvalgt til yderligere 5 år.

## Privatliv
Ursula von der Leyen er gift med Heiko von der Leyen, som hun har syv børn med.